# Laneuveville-en-Saulnois
Laneuveville-en-Saulnois è un comune francese di 274 abitanti situato nel dipartimento della Mosella nella regione del Grand Est.

## Società

### Evoluzione demografica
Abitanti censiti